# Островський Валерій Васильович
Островський Валерій Васильович (нар. 20 липня 1973, Білі Ослави, Надвірнянський район, Івано-Франківська область) — український педагог та науковець, кандидат історичних наук. Від часів російської агресії — волонтер з допомоги ЗСУ.

## Життєпис
Валерій Островський народився в родині водія Василя Островського (1952–1992) та вчительки початкових класів Розалії Островської (нар. 1945). Упродовж 1980–1988 років навчався в Білоославській середній школі Надвірнянського району Івано-Франківської області. 1988 року з відзнакою 8 клас і поступив на перший курс Коломийського педагогічного училища. На четвертому курсі навчання, у березні 1992 року, став переможцем І Всеукраїнської олімпіади з педагогіки, що відбулася в місті Київ. Того ж року з відзнакою закінчив училище і розпочав працювати в Білоославській середній школі на посаді учителя музики початкових класів.
1995 року поступив на перший курс історичного факультету Прикарпатського національного університету імені Василя Стефаника, котрий закінчив у 2000 році.
1 листопада 2001 року прийнятий на посаду методиста суспільних дисциплін в Івано-Франківський обласний інститут післядипломної педагогічної освіти (ІФОІППО). Надалі переведений на посаду завідувача відділу суспільних дисциплін лабораторії суспільно-філологічних дисциплін.
2008 року Валерій Островський вступив до аспірантури при кафедрі історії України Інституту історії та політології Державного вищого навчального закладу «Прикарпатський національний університет імені Василя Стефаника». У вересні 2015 році захистив дисертацію на тему «Суспільно-політична діяльність Зіновія Красівського (1929–1991)» та здобув науковий ступінь кандидата історичних наук.
На даний час Валерій Островський – кандидат історичних наук, в. о. доцента кафедри теорії та методики навчання, методист лабораторії суспільно-філологічних дисциплін Івано-Франківського обласного інституту післядипломної педагогічної освіти.
Учасник робочих груп Міністерства освіти і науки України зі створення державних стандартів освіти, нових державних програм історії та підручників історії.

## Науковий та науково-методичний доробок
Валерій Островський автор чи співавтор понад 160 наукових статей, книжок, підручників, навчальних програм з історії, доповідей і виступів під час різнорівневих науково-методичних заходів, зокрема:
- Власов В., Євтушенко Р., Островський В. Методика викладання курсу «Вступ до історії України. 5 клас»: посібник для вчителя (методичні рекомендації, календарне планування, розробки уроків). Київ: Літера ЛТД, 2006. 192 с.
- Островський В. Історія Прикарпаття. Посібник для загальноосвітніх навчальних закладів. Івано-Франківськ: Лілея-НВ, 2008. 352 с.
- Власов В., Островський В., Кожем’яка О., Краснопольська Р. Історія України. 8 клас: книжка для вчителя. Тернопіль: Мандрівець, 2011. 400 с.
- Власов В., Островський В., Дух Л., Михайлів Т. Історія України. 7 клас. Книжка для вчителя. Тернопіль: Мандрівець, 2012. 240 с.
- Власов В., Островський В. Методика викладання курсу «Історія України (Вступ до історії). 5 клас». Бібліотека журналу «Історія і суспільствознавство в школах України: теорія та методика навчання». 2013. № 4 (4). Липень-серпень. 96 с.
- Власов В., Островський В. Методика викладання курсу «Історія стародавнього світу (Всесвітня історія. Історія України. Інтегрований курс). 6 клас». Бібліотека журналу «Історія і суспільствознавство в школах України: теорія та методика навчання». 2014. № 1–2 (6). Січень-квітень. 96 с.
- Островський В. Всесвітня історія. Історія України. 6 клас.: кн. для вчителя. Київ: Генеза, 2014. 184 с. + 1 електрон. опт. диск (CD)
- Історія України. 5–9 класи. Історія України. 10–11 класи. Історія: Україна і світ. 10–11 класи. Навчальні програми для закладів загальної середньої освіти / гол. робочої групи Іван Патриляк. Київ: МОНУ, 2019. С. 2–87.
- Васильків І., Паршин І., Островський В., Букавин І. Всесвітня історія. Підручник для 7 класу закладів загальної середньої освіти. Тернопіль: Астон, 2020. 176 с.
- Васильків І. Д., Паршин І. Л., Островський В. В. Перший український король: посібник серії «Шкільна бібліотека» для 7 класів закладів загальної середньої освіти. Тернопіль: Астон, 2020. 160 с.
- Васильків І., Островський В., Басюк О., Паршин І., Костікова М. Всесвітня історія: підручник для 8 класу закладів загальної середньої освіти. Тернопіль: Астон, 2021. 176 с.: іл.
- Васильків І., Островський В., Басюк О., Паршин І., Костікова М. Всесвітня історія: підручник для 9 класу закладів загальної середньої освіти. Тернопіль: Астон, 2022. 192 с.: іл.
- Всесвітня історія. Історія України. (Інтегрований курс). 6 клас. Всесвітня історія. 7–9 класи. Історія України. 7–9 класи. Всесвітня історія. 10–11 класи. Історія України. 10–11 класи. Навчальні програми для закладів загальної середньої освіти / гол. робочої групи Людмила Гриневич. Київ: HREC PRESS, 2022. 232 с.
- Історія: Україна і світ. 10–11 класи. Навчальна програма для закладів загальної середньої освіти / гол. робочої групи Людмила Гриневич. Київ: HREC PRESS, 2022. 64 с.
- Васильків І., Сіромський Р., Островський В. Всесвітня історія. Рівень стандарту: підручник для 10 класу закладів загальної середньої освіти. Тернопіль: Астон, 2023. 208 с.: іл.
- Васильків І. Д. та ін. Всесвітня історія: підручник для 7 класу закладів загальної середньої освіти / І. Д. Васильків, В. В. Островський, І. Л. Паршин. Тернопіль: Астон, 2024. 200 с.: іл.
- Васильків І. Всесвітня історія. Рівень стандарту: підручник для 11 класу закладів загальної середньої освіти / І. Д. Васильків, Р. Б. Сіромський, В. В. Островський. Тернопіль: Астон, 2024. 208 с.: іл..

## Волонтерство
Активіст волонтерської допомоги ЗСУ.

## Нагороди та відзнаки
Грамоти ІФОІППО, Івано-Франківської обласної державної адміністрації й Івано-Франківської обласної ради, Міністерства освіти і науки України, командувань різних військових частин Збройних сил України, зокрема:
- лавреат обласної педагогічної премії імені Мирослава Стельмаховича за написання посібника для загальноосвітніх навчальних закладів «Історія Прикарпаття» (2009)[6]
- Переможець I Всеукраїнського конкурсу наукових робіт імені Степана Ленкавського “Сучасний український націоналізм”[5]
- Диплом III ступеня у номінації «Кращі методичні розробки уроку/лекції та мистецькі роботи вчителів закладів загальної середньої освіти/викладачів закладів вищої освіти» II міжнародного міждисциплінарного конкурсу наукових і мистецьких робіт імені Володимира Маняка та Лідії Коваленко[7]

## Сімейний стан
2000 року одружився з Ольгою Мазурак (нар. 2 вересня 1975).

## Вебпосилання
- Драма Зеновія Красівського, учасника дисидентського руху. Валерій Островський
- Треті Чорноволівські читання Валерій Островський Вячеслав Чорновіл і Зеновій Красівський перелетіння
- Дисидентки. Оксана Мешко.
- Список публікацій на сайті НБУВ
- Facebook